# Чигеколь (станция метро)
«Чигеколь» (кор. 지게골) — подземная станция Пусанского метро на Второй линии. Она представлена двумя боковыми платформами. Станция обслуживается Пусанской транспортной корпорацией. Расположена в квартале Мунхён-дон административного района Намку города-метрополии Пусан (Республика Корея). На станции установлены платформенные раздвижные двери.
Рядом со станцией расположены:
- Почта квартала Мунхён-дон;
- Администрация квартала Мунхён 3(сам)-дон.